# 岗龙沟石窟寺
岗龙沟石窟寺，位于中国青海省门源县克图乡巴哈村，为第五批青海省文物保护单位，公布日期为1988年9月15日，类型为石窟寺及石刻。
岗龙沟石窟寺的历史年代为唐。